# Goryphus vandervechti
Goryphus vandervechti là một loài tò vò trong họ Ichneumonidae.